# Lahnfähre Weilburg

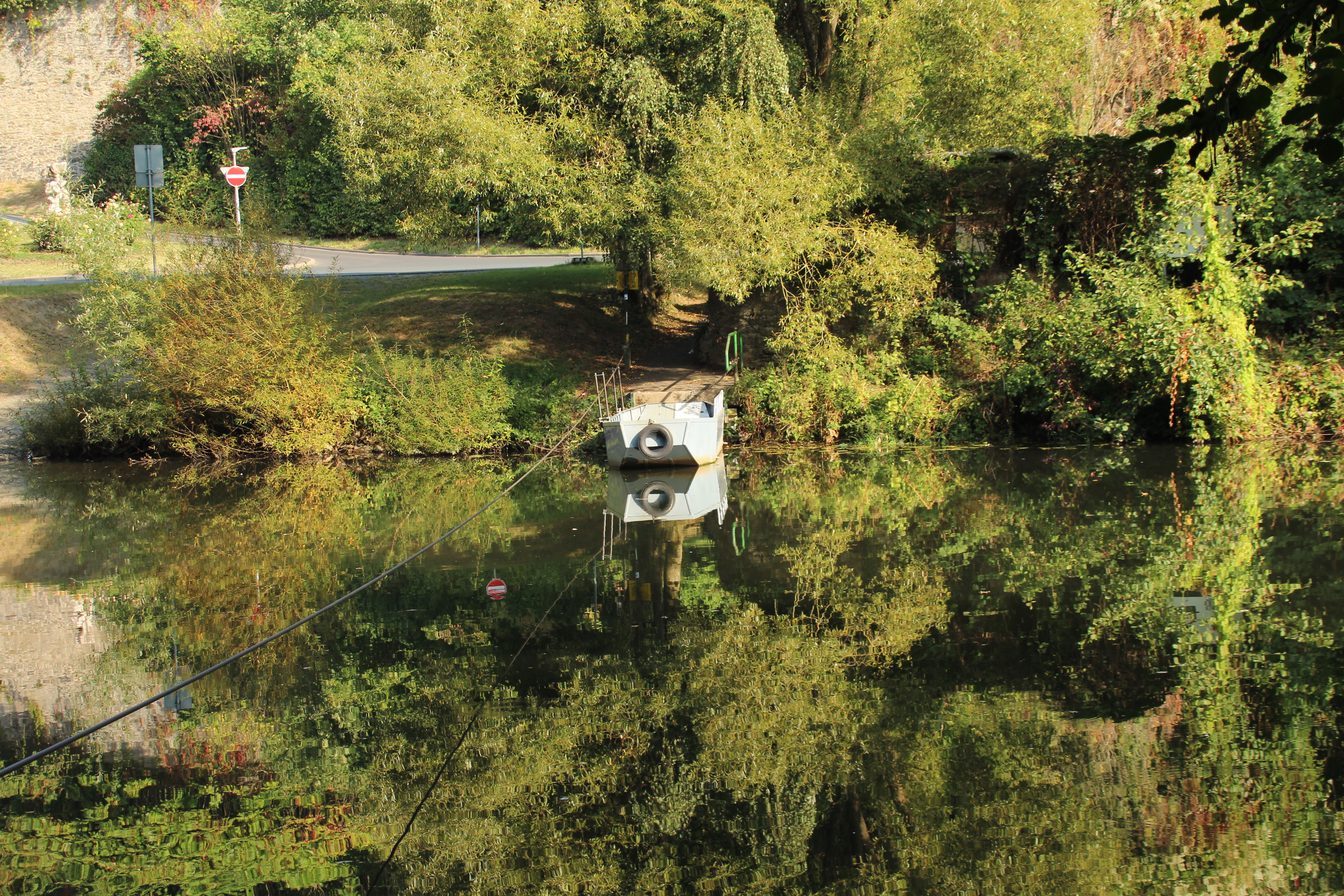
Lahnfähre Weilburg im Jahr 2016

Die Lahnfähre Weilburg ist eine saisonal betriebene Rollfähre für Fußgänger und Radfahrer in Weilburg an der Lahn. Sie verkehrt in den Sommermonaten an den Wochenenden sowie an Feiertagen zwischen der Weilburger Altstadt und der Westerwaldseite der Stadt.

## Geschichte
Die Fähre befindet sich am Lahnkilometer 41,0 und geht auf das 17. Jahrhundert zurück. Erste Zeugnisse über eine Fähre liegen mit den Anschaffungskosten über 18 Gulden aus dem Jahr 1691 vor. Die Fährverbindung ergänzte die erste, im Westen gelegene Lahnfähre in Höhe der 1769 gebauten Steinernen Brücke und führte von der Anlegestelle vor südlichen Kernstadt mit dem Namen „Im Bangert“ zu den auf dem gegenüberliegenden Ufer liegenden Weiden und Gärten. Zu dieser Zeit wurde der Betrieb mit Fährnachen durchgeführt.
Die Fähre wurde als „Burgerschiff“ bezeichnet, da es auf der gegenüberliegenden Flussseite zahlreiche Gärten und Weiden für die landwirtschaftliche Nutzung gab. Befördert wurden neben Personen auch Vieh. Eine Überfahrt kostete fünf Pfennig, wer sofort über den Fluss wollte, musste 15 Pfennige bezahlen. Die Preise für Pferde, Esel und Rinder betrugen zwischen 15 und 25 Pfennige.
Wie häufig bei damaligen Fährenverbindungen, wurde auch das Fährboot immer wieder beschädigt, durch Hochwasser abgetrieben, wieder instand gesetzt und durch neue Boote ersetzt. Wann der Fährnachen durch eine Rollfähre ersetzt wurde, ist nicht mehr nachvollziehbar. Nachgewiesen ist diese spätestens für das Jahr 1913.

## Fährboot und Fährbetrieb
Eigentümer der Fähre und der Fähranleger ist heute die Stadt Weilburg. Sie trägt den Unterhalt des Bootes und der Fähranleger. Zuletzt hat sie im Jahr 2023 den Neubau eines Fähranlegers auf der Westseite der Lahn finanziert. Der Betrieb erfolgt über den Kur- und Verkehrsverein Weilburg, der in der Sommersaison zwei ehrenamtliche Fährleute beschäftigt. Die Fähre verkehrt etwa von Ende April bis Mitte September samstags, sonntags und an Feiertagen von 13.00 bis 17.00 Uhr. Die Überfahrt zwischen den beiden etwa 50 Meter auseinander liegenden Fährstellen dauert zwei bis drei Minuten.
Zielgruppe sind heute Spaziergänger, Wanderer und Fahrradwanderer, für die das Boot als „kleinste Fähre Hessens“ vermarktet wird. Zu Spitzenzeiten führt die Fähre an Wochenenden 75 bis 100 Überfahrten durch. Im Jahr 2023 wurden insgesamt 2346 Personen befördert.
Das heute eingesetzte Fährboot wurde 1965 auf der Werft Maurer in Vallendar gebaut. Es hat eine Länge von 7,10 Metern, eine Breite von 1,75 Metern und eine Seitenhöhe von 0,88 Metern. Die vor Ort als „Rollschiff“ bezeichnete Fähre wird vom Fährmann an dem über die Lahn gespannten Drahtseil, dem Gierseil, per Muskelkraft über den Fluss gezogen. Die zugelassene Transportkapazität beträgt bis zu zwölf Personen. Die Fähre ist in Weilburg unter der ENI-Nummer 04811880 registriert.
Im Jahr 2002 wurden die Betriebszeiten aus finanziellen Gründen gekürzt, 2007 drohte die Einstellung des Betriebes, wurde jedoch nicht realisiert. Als 2011 altersbedingte Schäden festgestellt wurden, gab es Überlegungen, das Boot durch einen Neubau aus Aluminium zu ersetzen. Diese Pläne wurden jedoch fallengelassen.